# Boembeke Luiwerk
Boembeke Luiwerk is een Belgisch bier van hoge gisting. Het bier wordt gebrouwen door Brouwerij De Graal te Brakel in opdracht van Natuurpunt Zwalmvallei en vzw Boembeke.

## Achtergrond
Het bier wordt gebrouwen ter promotie en ondersteuning van het project rond de Boembekemolen te Michelbeke (een deelgemeente van Brakel) in natuurgebied Middenloop Zwalm. Het werd gelanceerd tijdens de Lentemaaltijd van Natuurpunt Zwalmvallei op 26 februari 2012. De naam van het bier, Luiwerk, verwijst naar de molen. Een luiwerk is een inrichting in een molen voor het ophijsen (luien) en laten zakken (afschieten) van zakken graan en meel.

## Het bier
Boembeke Luiwerk is een blond, licht troebel fruitbier van hoge gisting met een alcoholpercentage van 6,5%. Het wordt gemaakt met appels uit de boomgaard te Boembeke.
Er is voorlopig één variant beschikbaar. Een bruin bier is in ontwikkeling.